# يو إس إس صموئيل إس. مايلز (دي-183)
يو اس اس صموئيل اس. مايلز (DE-183) كانت مدمرة مرافقة بنيت لحساب بحرية الولايات المتحدة خلال الحرب العالمية الثانية. وعملت في المحيط الهادي وقدمت خدمة مرافقة ضد الغواصات والهجوم الجوي للسفن البحرية والقوافل. عادت إلى بلادها في نهاية الحرب وحصلت على ثمانية نجوم معركة قد أضيفت إلى سجلها.
كان من المنصوص عليه في 5 تموز 1943 بواسطة شركة بناء السفن والحوض الجاف الاتحادي ، نيوارك بولاية نيو جيرسي. بدأت يوم 3 أكتوبر 1943. برعاية السيدة اس . صمويل مايلز. وكلفت يوم 4 نوفمبر عام 1943، وكان اللفتنانت كوماندر جورج بى. كوال في القيادة.

## الجوائز
'صموئيل S ، مايلز "تلقى ثمانية نجوم معركة لخدمة الحرب العالمية الثانية.

## الروابط الخارجية
- قالب:Navsource
- USS Samuel S. Miles home page

قالب:مدمرة مرافقة بدرجة مدفع